# Tomasz Stańczyk
Tomasz Stańczyk (ur. 5 listopada 1978 w Mrągowie) – polski żeglarz, olimpijczyk z Sydney 2000 i Aten 2004.
Żeglarz w olimpijskiej klasie 470 oraz w 49er. Pierwsze sukcesy odniósł jako junior zdobywając dwa tytuły mistrza świata w 1998 i 1999 w klasie 470.
W latach 1997–2004 był mistrzem Polski w parze z Tomaszem Jakubiakiem.
Uczestnik mistrzostw Świata w 2003 (24, miejsce w klasie 470), 2004 (44. miejsce w klasie 470).
Uczestnik mistrzostw Europy w 2004 w klasie 470, podczas których zajął 35. miejsce.
W 2005 przeszedł z klasy 470 do klasy 49-er, tworząc załogę z Pawłem Kuźmickim. W 2006 nowa załoga zajęła 20. miejsce podczas mistrzostw świata i 27. miejsce w mistrzostwach Europy.
W 2007 na mistrzostwach Europy zajął 36. miejsce w klasie 49er. W 2008 podczas mistrzostw świata odbywających się w Australii zajął 35. miejsce.
W 2009 wywalczył brązowy medal mistrzostw Polski w klasie Delphia.
Na igrzyskach olimpijskich w roku 2000 wystartował w klasie 470, zajmując 20. miejsce; w roku 2004 zajął 21. miejsce.
Jest zawodnikiem klubu Baza Mrągowo.